# Adrián Lapeña Ruiz
Adrián Lapeña Ruiz, més conegut com a Adrián Lapeña (Logronyo, 16 d'abril de 1996), és un futbolista espanyol que juga en la posició de defensa central a les files del CSKA Sofia.

## Trajectòria
Natural de Logronyo, va començar jugant en les categories inferiors del Balsamaiso, equip que en aquells moments jugava al col·legi on Adrián estudiava (Las Gaunas), després de diversos anys en el club (9), en el seu pas a la categoria de cadet va ser reclutat pel Valvanera, equip del qual va passar a la Reial Societat. A la Real, Adrián, va començar a jugar de defensa central, ja que anys enrere a causa del seu físic jugava en posicions del mig camp. Va passar per totes les etapes de juvenil de la Real i com a curiositat va arribar a marcar gol en la final de Divisió d'Honor de 2014 al Reial Madrid. També va disputar la Youth League aquella mateixa temporada. Després de finalitzar la seva etapa juvenil, passà a militar en el filial donostiarra quatre temporades, entre 2015 i 2019, on va acabar sent el capità de l'equip.
L'estiu de 2019, rescindeix el seu contracte amb la Reial Societat B i signa amb el KAS Eupen de la Jupiler League, la primera divisió de Bèlgica, en el qual juga dos partits de la primera volta de la lliga a les ordres de Beñat San José.
El 29 de gener de 2020, signa contracte pel CE Castelló del Grup III de la Segona Divisió B en el qual jugaria 4 partits de lliga abans de l'aturada de la lliga per la pandèmia. A més, al juliol de 2020 jugaria 3 partits de la promoció d'ascens a Segona Divisió en els quals marca un gol (a la UD Logroñés) i aconseguint l'ascens del conjunt castellonenc després de caure en primera ronda però guanyar les dues següents.
La temporada 2020-21, Adrián va continuar formant part de l'equip castellonenc, aquesta vegada en Segona Divisió, on en la primera jornada va donar els tres punts al seu equip amb un gol de rebot i en la jornada 4, va tornar a marcar per aconseguir la victòria.